# ディミトリー・キツィキス
ディミトリー・キツィキス (ディミトリス・キツィキス、ギリシア語: Δημήτρης Κιτσίκης、1935年6月2日 - ）は、ギリシャのトルコ学者、国際関係学・地政学の教授である。フランス語とギリシャ語による詩を発表している。

## 来歴
ディミトリー・キツィキスは、1970年からカナダのオンタリオ州オタワにあるオタワ大学で国際関係学と地政学の教授を務めるトルコ学者であり、カナダ王立協会のフェローでもあり、1963年にパリのソルボンヌ大学でピエール・ルヌーヴァンの指導のもとで博士号を取得した。カール・ハウスホーファーやハルフォード・マッキンダーと並んで「世界三大地政学思想家」の一人に選ばれている。パリで博士号を取得する傍ら、1960年から1962年までジュネーブ国際開発高等研究所で研究助手を務めた。彼の出自は、19世紀のギリシアでギリシャ正教に携わっていた著名な知識人や専門家の一族に由来する。ギリシャ国籍のほか、フランスとカナダの市民権を持つ。
父ニコラス・キツィキス（1887-1978）はアテネ工科大学で教鞭をとったギリシャで最も有名な土木工学者であり、国会議員を務めた。ニコラスの弟である、叔父コンスタンチノス・キツィキス（1893-1969）もアテネ工科大学の教授で、著名な建築家でもあった。最高裁長官を務めたディミトリー・キツィキス・シニア（1850-1898）は祖父であり、1865年に郷里のレスボス島からアテネに移住し、1844-1913年にカルペニシで生まれたギリシャ国会議員ディミトリー・ハトソプーロス（Δημήτρης Χατόπουλος）の妹であるカサンドラ（Κασάνδρα）と結婚していた。
母ベアータ・キツィキス・ネー・ペティチャキス（Μπεάτα Πετυχάκη）は、クレタ島のイラクリオで、島の裕福な家系とトリエステのギリシャ・イタリア貴族の間に生まれ、ローマ・カトリックと正教会の混血の出身であった。 彼女の父である、エマニュエル・ペティカキスはエジプトのカイロで飲料製造工場を設立し、継父アリスティディス・ステルギアディスは1919年から1922年までのイズミル占領においてギリシャの高等弁務官を務めた。
ギリシャ内戦中の12歳の時、母親が共産分子の戦闘員として死刑判決を受けていたため、キツィキスはアテネのフランス研究所長オクターヴ・メルリエによってパリの全寮制学校に送られた。1955年にスコットランドで結婚した英国人の妻アン・ハバード（最高裁判事の娘）と23年間フランスに滞在し、タチアナとニコラの2人の子をもうけた。1968年5月のフランス学生運動に毛沢東主義者として積極的に参加したため、フランスの大学を除名された。1958年以来、チツィキスは中華人民共和国に渡航し、熱心な毛沢東主義者となっていたのである。その後、1970年にオタワ大学に招かれてカナダに渡り、准教授、後に正教授に昇進した。
1975年に結婚した二人目の妻エイダ（Αδαμαντία）ニコラルーは、スパルタ近郊の歴史ある東ローマ帝国からの町ミストラスの農民の娘であり、その間にアギス・イオアニス・キツィキスとクラネイ・キツィキス＝デ・レオナルディスという二人の子供をもうけている。
キツィキスは、ギリシャの市民権に加えて、フランスとカナダの国籍を持つ国際的なギリシャ人でありながら、汎ギリシャ主義者でもある。キツィキスは幼少の頃から、ギリシャ人とトルコ人を和解させるだけでなく、ギリシャ・トルコ連合を結成して、東ローマ/オスマン帝国の再来となることを望んでいた。敬虔な正教徒である彼は、トルコのイスラムであるベクタシュ教団やアレヴィー派に共感するようになり、アテネとアンカラの間で将来の政治的統一のための基礎を形成するために、正教徒との同盟を模索した。 キツィキスはオスマン帝国のミッレト制のような宗教共同体の協力を信じ、イランのシーア派イスラム教徒、イスラエルのユダヤ教徒、インドのヒンドゥー教一派であるヴィシュヌ派と密接に協力してきた。長男のニコラは1984年からヴィシュヌ派信者になり、フロリダ州ゲインズビルのヴァイシュナヴ・コミュニティでヒンドゥー教徒の妻と一緒に暮らしている。ギリシャ正教会の信徒でありながら、キツィキスは教会がグレゴリオ暦を使用することを拒否し、キリスト教の生活と礼拝に対する伝統主義的な態度を維持することを目指す旧暦主義者の運動に常に共感を示した。正教会が9世紀にイコノクラスムの異端を克服し、キリスト教礼拝でのイコンの使用を復活させたことから、キツィキスは20世紀初頭に旧暦を拒否した正教会が再び旧暦を採用することを確信している。
1970年代以降、キツィキスは西側諸国の大学で中国とトルコの歴史や政治的イデオロギー・地政学を教えてきた。彼の著書は多くの言語で翻訳されており、彼の研究に関する書物は、中国語・バルカン言語群・ドイツ語・フランス語・英語・スペイン語・ポルトガル語・ロシア語で出版されている。また、イスタンブールのボアズィチ大学で教鞭をとり、後にトルコの首相を務めたアフメト・ダウトオールは教え子であった。キツィキスは、ダウトオールの地政学的理論に決定的な影響を与えたと考えられている。
その後、アンカラのビルケント大学 、イズミルのゲディス大学で教鞭をとり、親友となったトルコの大統領トゥルグト・オザルの顧問を務めた。ギリシャでは、国立社会研究所のレジデント・リサーチャーを務め、アテネのアメリカン・カレッジであるデリー・カレッジで教鞭を執った。
キツィキスはギリシャの公人でもあり、1960年代および1970年代にギリシャの首相コンスタンディノス・カラマンリスの年長の親しい友人であるとともに顧問だった。キツィキスはギリシャの雑誌に政治的な記事を定期的に寄稿しており、1996年からは、彼が提唱したモデルである"中間領域"にちなんで名付けられた、地政学の季刊誌『Endiamese Perioche』をアテネで発行している。2016年春以降、多くのインタビュー（YouTubeで視聴可能）や、2016年アメリカ合衆国大統領選挙での当選予想ツイートを通じて、ドナルド・トランプの支持者となっていることが確認されている。
母の継父であるアリスティディス・ステルギアディスのものであったクレタ島のヘラクリオンにある邸宅に、1978年に亡くなった彼の父にちなんで名付けられた「ニコス・キツィキス 図書館・文書館」が儲けられた。キツィキスは2006年にギリシャ政府から表彰された。キツィキスはアテネに「ディミトリー・キツィキス 公共財団・図書館」を設立し、資金を拠出した。

## 功績

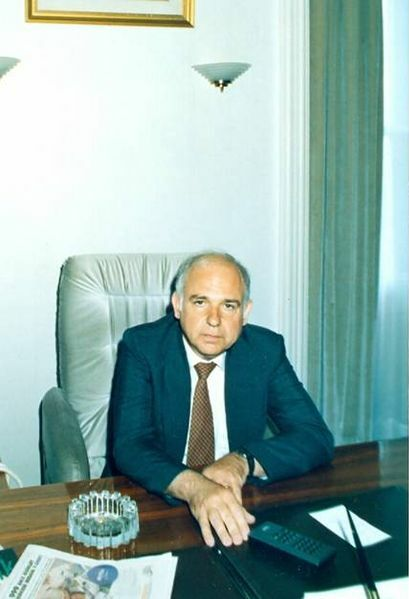
トルコ大統領府]内の執務室にて（1990年頃、アンカラ）

1960年代以来キツィキスは、最初にギリシャで、次いでトルコで、ギリシャ・トルコ同盟の理論家として認知された人物であり、彼は両国の政治家・ジャーナリスト・芸術家・思想家に影響を与えることによって取り立てられてきた。トルコ語で書かれた彼の著書はトルコでベストセラーとなり、トルコ首相に賞賛された。 彼は中国の指導者であった毛沢東や鄧小平と同様に、ギリシャ・トルコそれぞれの首相であったオザルやカラマンリスと近い関係を保った。ギリシャでの彼の本は、ギリシャ歴史学の中でも最大級の論争を巻き起こし、ギリシャ議会でも議論の対象となった。これまでギリシャ中の学校や大学で伝統的に教えられて固定観念となっていた、"トルコによって奴隷にされていたギリシャ人"のイメージに対して、強い疑問を投げかけたのである。ポリテクニック学校の校長を務めた父ニコラスは左派の国会議員となり、アテネ市長にも選出されているにもかかわらず、キツィキス本人はギリシャの議会制度のことを人民による政府あるいは統治のモデルからかけ離れているとみなして、嫌悪している。
キツィキスは、フランスにおいてプロパガンダと外交政策の手段としての圧力を扱う国際関係史分派の首唱者であった。 また、国際政治におけるテクノクラシーの研究に道を開いた。宗教は国際政治に不可欠な要素であると主張し、会議の開催その他の手段を用いて、ユダヤ教・キリスト教・イスラム教・ヒンドゥー教の4つの主要宗教間の協力を促進に努めた。彼はイランのシーア派やインドのヒンドゥー教徒と正教徒の対話を主催した。イスラエルのユダヤ人やケベックの原理主義カトリック教徒と協力し、学生たちと協働で季刊誌『アキラ』を刊行した。"アキラ"は鷲を意味し、表紙にはカトリック社会では東ローマ帝国を想起させる双頭の鷲が掲載された。キツィキスはまた、スンニ派イスラム運動のフェトフッラー・ギュレンとも緊密に連携を取りながら活動していた。しかし、グローバル・ヘレニズムの思想は、彼のいずれの著作や教義の中にも共通して見られる。
自由主義・ファシズム・共産主義の3つの政治イデオロギーの新しいアプローチのモデルを作り、中国の歴史について発表した。写真歴史学（Photohistory）と呼ばれる学問の創始者である。
詩人としても知られ、詩集を6つ出している。1991年には、テロリストに射殺されたトルコ人ジャーナリストのアブディ・イペクチに宛てた詩で、第1回ギリシャ・トルコ詩賞を受賞したほか、選集などで用いられている。
キツィキスはギリシャ語を全地球的文明の礎石とみなし、ギリシャ語で読み書きができることを誇りしており、言語学者たちが現在ギリシャ語を破壊しているみなし、彼らの手から言語を取り戻すべきであると信じている。 キツィキスは、伝統的なポリトニック体系のギリシア語の継続的な使用とともにあらゆる言説を用いる自由を主張しており、ホメーロスの時代から今日に至るまで使われたことのない形式のギリシャ語の導入だけが誤りであると考えている。

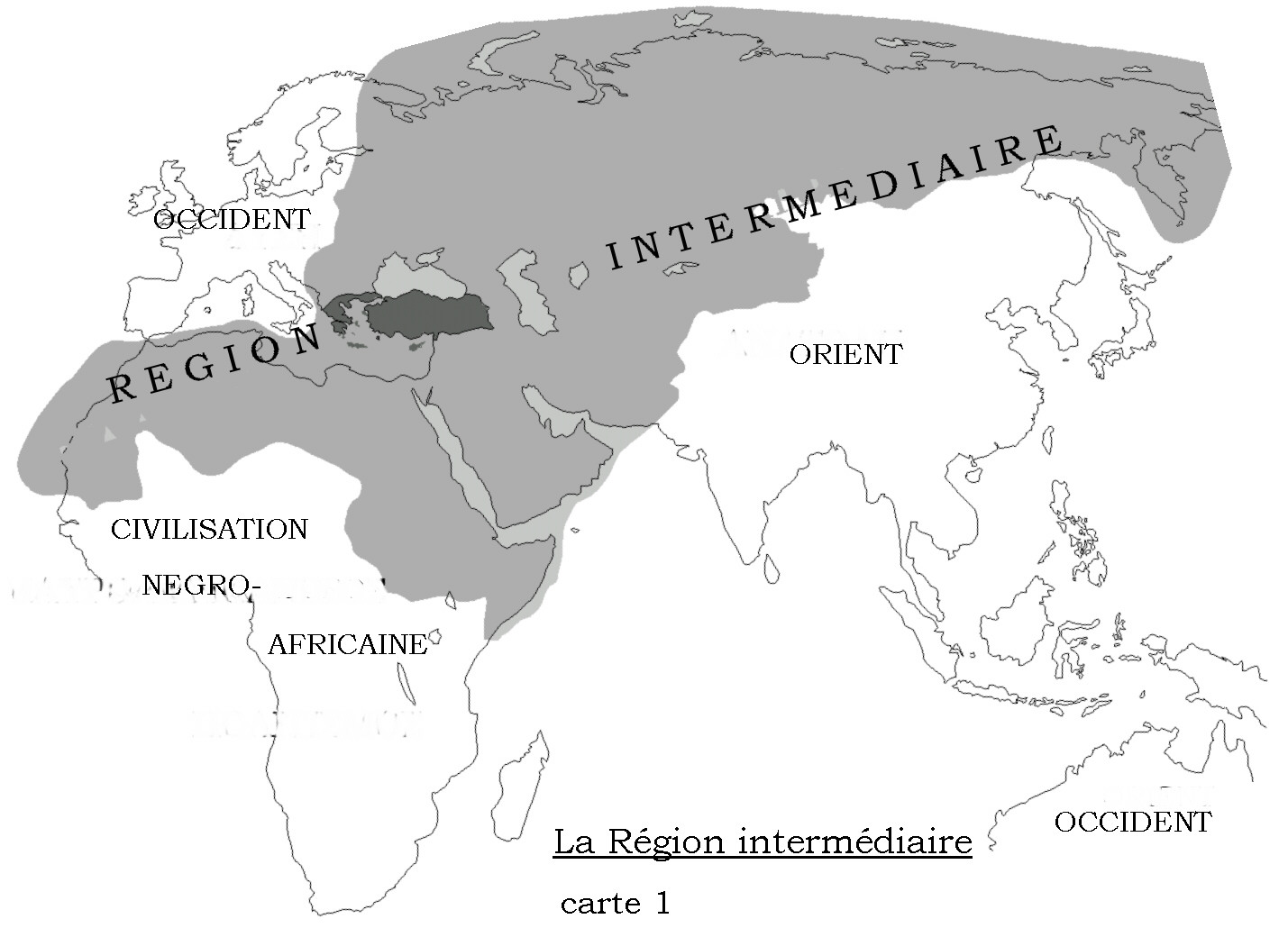
キツィキスが提唱した中間領域の範囲

キツィキスは、ギリシャ・トルコ地域の歴史を理解するための新しいアプローチを設定する以下の4つの概念の創始者である。
1. アドリア海からインダス川まで、西方（ヨーロッパ・アメリカ）と東方（ヒンドゥー・中国）を分かつ文明の"中間領域"(Endiamese Perioche,Ἐνδιάμεση Περιοχή)[48][49]。
2. ギリシャとトルコにおける、西洋化を推進する西洋派（Δυτικὴ Παράταξις）に対抗した東洋派（英語版）（Ἀνατολικὴ Παράταξις)[50]
3. イデオロギー・文化現象における過去1000年間をとおしてのギリシャ・トルコの融合ヘレノトルキズム（英語版）（Ἑνλληοτουρκισμός）[51]。
4. 世俗化・西欧化とイスラム化を両立させたオスマン朝の宗教的起源となった、ベクタシュ-アレヴィ―[52]。

2007年には、『古代から現代までのギリシャ・中国の歴史比較（A Comparative History of Greece and China from Antiquity to the Present）』が出版された。本書の注目すべき点は、3千年の歴史の中で2つの文明間の関係に主眼をおいていることである。この研究では、2つの概念、すなわちグローバルな文脈におけるギリシャ・中国文明と、過去2500年における政治的な表現である普遍的帝国としての繁栄の組織モデル、を提起した。
2015年9月ギリシャ議会総選挙にあたっては、"唯一の愛国政党"と称する黄金の夜明けを支持した・

## トルコ政治への影響
上述のとおり、キツィキスはダウトオールの地政学的理論に決定的な影響を与えた師であり、オザルの側近でもあった。
キツィキスは2017年トルコ憲法改正国民投票の翌日、自身のフェイスブックやツイッターのアカウントで「キリストは復活した！帝国は復活した！オスマン帝国は復活した！中間領域が復活した！エルドアン大統領万歳！エルドアンの精神的な父であったフェトフッラー・ギュレンは失われたが、 彼の弟子であるエルドアンを通して、 彼の思想は勝利を収めた。」と綴っている。

## ディミトリー・キツィキス公益財団法人
ギリシャのアテネにあるディミトリー・キツィキス公共財団は、大統領令129, A 190 (pp. 3425, 3430-3431)に基づいて正式に設立された。この大統領令は、2008年9月15日にギリシャ政府公報（ΦΕΚ）に掲載された。

## 著作
1. Propagande et pressions en politique internationale. La Grèce et ses revendications à la Conférence de la Paix, 1919–1920 – Paris, Presses Universitaires de France, 1963.
2. Yunan propagandası –İstanbul, Meydan Neşriyat, 1964. (2nd edition : İstanbul, Kaynak Kitaplar,1974)
3. « La Grèce électorale »,  International Guide to Electoral Statistics (edited by Stein Rokkan and Jean Meyriat), Paris, Mouton, 1969.
4. « La question chypriote », Encyclopaedia Universalis – Paris, vol.4, 1969.
5. « De la Grèce byzantine à la Grèce contemporaine », Encyclopaedia Universalis – Paris, vol. 7, 1970.
6. « Information et Décision. La Grèce face à l'invasion allemande dans les Balkans, 1940-1941», in La Guerre en Méditerranée – Paris, Centre national de la Recherche scientifique, 1971.
7. « Nationalisme dans les Balkans : Etude comparée des révolutions turque de 1908 et grecque de 1909 », The Canadian Historical Association. Historical Papers 1971.
8. Le rôle des experts à la Conférence de la Paix. Gestation d'une technocratie en politique internationale - Ottawa, Editions de l'Université d'Ottawa, 1972.
9. « Evolution de l'élite politique grecque », Social Stratification and Development in the Mediterranean Basin (edited by M. B. Kiray) –Paris and The Hague, Mouton, 1973.
10. Ἡ Ἑλλάς  τῆς 4ης Αὐγούστου καί αἱ Μεγάλαι Δυνάμεις. Τά ἀρχεῖα τοῦ  Ἑλληνικοῦ Ὑπουργείου Ἐξωτερικῶν, 1936-1941 - Athens, Ikaros, 1974. (2nd edition : Athens, Eleuthere Skepsis, 1990).
11. « Greece », Balkanistica (edited by Kenneth E. Naylor) – Ann Arbor, Slavica Publishers, 1974.
12. «Eleuthère Vénizélos»,  Hommes d'Etat célèbres – Paris, (edited by François Crouzet), Editions Mazenod, vol. 5, 1975.
13. Omphalos, Poème – Paris, Pierre Jean Oswald, 1977.
14. Ἑλλάς καί ξένοι, 1919-1967. Ἀπό τά ἀρχεῖα τοῦ Ἑλληνικοῦ Ὑπουργείου Ἐξωτερικῶν - Athens, Hestia, 1977.
15. Συγκριτικὴ Ἱστορία Ἑλλάδος καὶ Τουρκίας στὸν 20ό αἰῶνα - Athens, Hestia, 1978. (2nd edition supplemented : Hestia, 1990. 3rd edition: Hestia, 1998).
16. « Grande Idée et hellénoturquisme. Essai d'interprétation nouvelle de l'histoire néo-grecque », Actes du IIe Congrès international des Etudes du Sud-Est européen, 1970 – Athènes, Association internationale des Etudes du Sud-Est européen, 1978, tome III.
17. Ὀμφαλός, Ποίημα – Athens, Kedros, 1979.
18. Greece :Communism in a  Non Western Setting»,  Communism and Political Systems in Western Europe (edited by D. E. Albright) – Boulder (Colorado), Westview Press, 1979, XXII.
19. Yırmı Asırda Karşılaştırmalı Türk-Yunan Tarihi – İstanbul, Türk Dünyası Araştırmaları Dergisi, II-8, 1980. (20th Century Turkish-Greek Comparative History).
20. Ἱστορία τοῦ ἑλληνοτουρκικοῦ χώρου ἀπό τόν Ἐ. Βενιζέλο στὸν Γ. Παπαδόπουλο, 1928-1973 - Athens, Hestia, 1981. (2nd edition supplemented : Hestia, 1995).
21. « The Turkish-Greek War, 1919-1922, in World Perspective », International Conference on Atatürk. Proceedings  - Vol. 2, doc.43, Istanbul, Bogaziçi University Press, 1981.
22. « Bulgaria in Balkan History between the Two World Wars », Pervi Mejdunaroden Kongres po Bulgaristika Dokladi (First International Conference on Bulgarian Studies), Sofia, Bulgarian Academy of the Sciences, 1982.
23. L' Orocc, dans l'âge de Kali. Poème – Sherbrooke (Québec), Naaman, 1985, illustrated.
24. L'Empire ottoman – Paris, Presses Universitaires de France, 1985. (Collection « Que sais-je ? », no. 2222). 2nd ed. 1991. 3rd ed. 1994.
25. « L'espace ottoman dans l'esprit de Charles de Moüy, dans la deuxième moitié du XIXe siècle », L'Empire ottoman, la République de Turquie et la France (edited by H. Batu) –Paris - Istanbul, Isis, 1986.
26. « Κύπρος 1955-1959 : Τριτοκοσμικὴ συνειδητοποίηση καὶ ἐπιπτώσεις ἐπὶ τῆς Ἑλλάδος », Cypriot Studies Society. Proceedings of the 2nd International Cypriological Conference– vol. 3, Nicosia, 1987.
27. Greek Synthetic Thought. An Opposition to Western Divisive Thought of the Renaissance – San Francisco, Bhaktivedanta Institute, 1988.
28. Ἱστορία τῆς Ὀθωμανικῆς Αὐτοκρατορίας, 1280-1924 - Athens, Hestia, 1988, 244 pages (2nd ed., 1989, 3rd ed. expanded, 1996, 316 pages, 4th ed. 2003, 5th ed. 2013, 318 pages)
29. « Populism, Eurocommunism and the Communist Party of Greece », Communist Parties in Western Europe (edited by M. Waller) – Oxford, Blackwell, 1988.
30. « Le degré de puissance de l'Empire ottoman, au cours de la première guerre mondiale», La Moyenne Puissance au XXe siècle (edited by J.-C. Allain) – Paris, Institut d'Histoire des Conflits contemporains, 1988.
31. El Imperio otomano – México, Fondo de Cultura Econόmica, 1989.
32. Ὁ Ἄνδυς στὸν καιρὸ τῆς Καλῆς. Ποίημα - Athens, Hestia, 1989. (Illustrated by Georgette Κambani).
33. « Les Turcs et la mer Egée : essai de géohistoire »,  Turquie, Moyen-Orient, Communauté européenne (edited by J. Thobie) – Paris, L'Harmattan, 1989.
34. « Dimitri Kitsikis, œuvre poétique », Ecriture Franco-ontarienne d'aujourd'hui (edited by H.Bouraoui and J.Flamand) – Ottawa, Les Editions du Vermillon, 1989.
35. Ἡ τρίτη ἰδεολογία καὶ ἡ Ὀρθοδοξία - Athens, Ακρίτας, 1990. (2nd edition, Hestia, 1998).
36. «Ὀθωμανικὴ Αὐτοκρατορία», and «Τουρκία», Παγκόσμια Ἱστορία - Athens, τόμος Β', Ἐκδοτικὴ Ἀθηνῶν, 1990.
37. Le paradis perdu sur les barricades. Poème – Athens, Akritas, 1993. (Illustrated by Turkish artist Mürşide İçmeli).
38. «The Spreading of Western Satanism in Islamic and Orthodox Societies »,  First International Symposium on Orthodoxy and Islam 1990, Athens – Tehran, Iran, Center for International Cultural Studies, 1994.
39. «Les anciens calendaristes, depuis 1923, et la montée de l'intégrisme en Grèce», Grèce : identités, territoires, voisinages, modernisations, (edited by P.Y. Péchoux), special edition of CEMOTI, no. 17, 1994.
40. « Le concept de relations internationales et le service diplomatique ottoman au XXe siècle », Aspects of Ottoman History (edited by Amy Singer) – Jerusalem, The Hebrew University - Magnes Press, 1994.
41. The Old Calendarists and the Rise of Religious Conservatism in Greece – Etna, California, Center for Traditionalist Orthodox Studies, 1995.
42. « Faith as Seen by Jean-Jacques Rousseau and its Impact on Westernized Third World Societies », Second International Symposium on Orthodoxy and Islam 1992, Athens – Tehran, Iran, Center for International Cultural Studies, 1995.
43. « Alevism as a Link between Orthodoxy and Islam », Third International Symposium on Orthodoxy and Islam 1994, Tehran – Tehran, Iran, Center for International Cultural Studies, 1995, IV-97
44. Πτώση. Ποίημα - Athens, Ἀκρίτας, 1996. (Illustrated by Georgette Κambani).
45. O Império otomano – Porto, Portugal, Rés Editora, 1996.
46. « Ἡ εὐρωπαϊκὴ σκέψη τοῦ Παναγιώτη Κανελλόπουλου », Nea Hestia. A tribute to Panagiotes Kanellopoulos, 1902-1986  - Athens, Hestia, 1996.
47. Türk-Yunan İmparatorluğu. Arabölge gerçeği ışığında Osmanlı Tarihine bakış – İstanbul, İletişim Yayınları, 1996. (The Turkish-Greek Empire. An inquiry into Ottoman History through the prism of the Intermediate Region).
48. Ἐνδιάμεση Περιοχή – Quarterly journal issued and directed by Dimitri Kitsikis since the Fall of 1996.
49. Osmanlijsko carstvo – Belgrad, Yugoslavia, Platon Editions, 1998.
50. « Ἐνδιάμεση Περιοχὴ καὶ Ἑλληνισμός : ἀνθρωπογένεση καὶ ἀνθρωποσυντέλεια », Minutes of the 2nd Pan-Eleian Conference (edited by Anastos Demetropoulos) – Ancient Olympia, 1998.
51. « Δημήτρης Κιτσίκης, Λέσβιος ποιητής »,Αnthology of Lesbian Poets (edited by Costas G. Missios) - Mytilene, 1998, vol. 10.
52. « The Intermediate Region : A Common Civilization between the Adriatic Sea and the Indus River », Dialogue of Civilizations ? – Tehran, Iran, 1999.
53. «Multiculturalism in the Ottoman Empire  :  The Alevi Religious and Cultural Community », Multiculturalism and the History of International Relations from the 18th Century up to the Present (edited by Pierre Savard and Brunello Vigezzi) – Milano, Editioni Unicopli & Les Presses de l' Université d' Ottawa, 1999.
54. « Women in Christian and Muslim Families », Woman and Family in Christian Orthodoxy and Islam - (Fourth International Congress on Orthodoxy and Islam, Athens, 1997) – Athens, Publications of the Greek Iranian League, 1999.
55. « Géopolitique de la Région intermédiaire », Société Royale du Canada. Académie des Lettres et des Sciences humaines. Présentations – Ottawa, vol.52, 1999.
56. Османската империя -Димитри Кицикис - ИК Кама,2000 -Osmanskata Imperija – Sofia, Bulgaria, Kama Editions, 2000.
57. « Ἡ Ἐνδιάμεση Περιοχή », Γεωπολιτικὴ καὶ Ἑλλάδα (edited by K. Kouros) – Athens, Esoptron, 2001.
58. Τὸ Βυζαντινὸ πρότυπο διακυβερνήσεως καὶ τὸ τέλος τοῦ κοινοβουλευτισμοῦ, Athens, Esoptron, 2001.
59. « La structure politico-religieuse de la synallélie, en tant qu'antithèse du système occidental », Constructions identitaires et pratiques sociales (edited by Jean-Pierre Wallot) – Ottawa, Les Presses de l'Université d'Ottawa, 2002.
60. Pour une Etude scientifique du fascisme – Nantes, Ars Magna Editions, (Les Documents), 2005.
61. Jean-Jacques Rousseau et les origines françaises du fascisme – Nantes, Ars Magna Editions, (Les Documents), 2006.
62. Le national-bolchevisme – Nantes, Ars Magna Editions, (Les Documents), 2006.
63. На перекрестке цивилизаций: Поль Лемерль, История Византии. Димитрис Кицикис, Османская империя. Весь Мир, 2006 г. -Na perekrestke tsivilizatsiy : Istorija Vizantii- Osmanskaja Imperija (Paul Lemerle-D. Kitsikis) – Moscow, Ves Mir Editions, 2006. (Civilisations at the Crossroads : Byzantine History -  Ottoman History).
64. Ἡ σημασία τοῦ μπεκτασισμοῦ-ἀλεβισμοῦ γιὰ τὸν ἑλληνισμό - Athens, Hekate, 2006.
65. Συγκριτικὴ Ἱστορία Ἑλλάδος-Κίνας ἀπὸ τὴν ἀρχαιότητα μέχρι σήμερα ("A Comparative History of Greece and China from Antiquity to the Present") - Athens, Herodotos Press, 2007, 346 pages.
66. «Anti-Atatürk: A Psychological Portrait of Stergiades, "Dictator of Ionia" in 1919-1922, the Greek that failed to Conquer Turkey», Proceedings of the 2nd International Conference of Eastern and African Studies, Gastoune, 2007.
67. La montée du national-bolchevisme dans les Balkans. Le retour à la Serbie de 1830 – Paris, Avatar Editions, 2008.
68. « Introduction : Beauté du mal », in Jacques Flamand, Décombres de la beauté, Ottawa, Editions du Vermillon, 2008.
69. « Rumi, the Spirit of the Intermediate Region » in Symposium on Mevlana Celaleddin-Rumi and Intercultural and Civilization Dialogue-Proceedings, Toronto, Canadian Intercultural Dialogue Centre, 2008.
70. « Ἀριστείδης Στεργιάδης » in Τὸ κτίριο Γερωνυμάκη-Στεργιάδη στὴ συνοικία Σουλτὰν Ἰμπραΐμ, Ἡράκλειο, Κρήτη, ΤΕΕ/ΤΑΚ, 2008 (Illustrated).
71. « Stergiades: l'homme d'une mission impossible, 1919-1922 », in Aux vents des puissances (Jean-Marc Delaunay, éd), Paris, Presses Sorbonne Nouvelle, 2008.
72. « Foreword », in Misbah Islam, Decline of Muslim States and Societies, Philadelphia, Xlibris, 2008.
73. « Ottomanism and Fethullah Gülen: From Utopia to Reality », in Dreaming for a Better World. Contributions of the Gulen Movement, Carleton University, Ottawa, October 24, 2009 (Intercultural Dialogue Institute).
74. «Grèce. Le Synaspismos tiraillé entre social-démocratie et anarchisme» in "Les gauches radicales", Grande Europe, no. 16, janvier 2010, la Documentation française (special issue).
75. Ἐθνικομπολσεβικισμός. Πέραν τοῦ φασισμοῦ καὶ τοῦ κομμουνισμοῦ. Ἡ ἐπιρροή του στὰ Βαλκάνια - Athens, Hellenike Anodos, 2010.
76. « Foreword », in Kemal Karpat & Yetkin Yıdırım eds, The Ottoman Mosaic: Exploring models for Peace by re-Exploring the Past, Seattle, Cune Press, 2010.
77. Saint Nicodemos the Hagiorite - Christian Morality - Belmont, Massachusetts, Institute for Byzantine and Modern Greek Studies, 2012. (Contribution to the translation)
78. "Ἡ μαχομένη ἱστορικὴ λογοτεχνία στὸν Μεσοπόλεμο: ἀπὸ τὸν Δημήτρη Γληνό, στὸν Γιάννη Κορδᾶτο καὶ τὸν τὸν Γιάννη Ζέβγο", edited by Ἀθανάσιος Θ. Φωτόπουλος, Ἡ Νεοελληνικὴ Λογοτεχνία στὸν Μεσοπόλεμο. Ἱστορικὴ καὶ φιλολογικὴ προσέγγιση. (Πρακτικὰ Συνεδρίου, Πύργος Ἠλείας, 14-16 Μαΐου 2010),'Εκδόσεις Ἀναζήτηση, Πύργος Ἠλείας, 2012.
79. "India-Spiritual Planet", in Abstracts of Presentations at the Three-Day International Seminar on the Importance of Early Indian Cultural Heritage in the Making of a Better World, Kolkata, Indian Museum, 2012.
80. "The Science of Popular Uprisings", edited by Dr. Murat Aktaş, The Arab Uprisings & The Struggle of Soft Powers in the Middle East, Ankara, Nobel, 2012.
81. "Πρόλογος στὴν ἑλληνικὴ ἔκδοση", στο Alexander Dugin, Η τετάρτη πολιτκή θεωρία, Αθήνα, Έσοπτρον, 2013. (Introduction to the Greek Edition of Alexander Dugin, The Fourth Political Theory)
82. Περί Ηρώων: Οι ήρωες και η σημασία τους για τον σύγχρονο ελληνισμό («About Heroes: Heroes and their Importance for Contemporary Hellenism»)- Athens,  Herodotos Press, 2014, 471 pages.
83. "Τουρκία, 1908-2010" [Turkey, 1908-2010], in Χρήστος Αντωνιάδης, editor, Βαλκάνια.Η μεγάλη τρικυμία [The Balkans. The Great Upheaval], Athens,Kastalia Press, 2018, 556 pages, ISBN 9786185279035
84. Ἡ Ἑλλὰς τῆς 4ης Αὐγούστου καὶ οἱ Μεγάλες Δυνάμεις-Τρίτη ἔκδοσις βελτιωμένη καὶ μὲ προσθῆκες[Greece of the 4th of August and the Great Powers], Athens, Herodotos Press, 2018, 250 pages, ISBN 978-960-485-220-8
85. Προπαγάνδα καὶ πιέσεις στὴν διεθνῆ πολιτική [Propaganda and Lobbies in International Politics]- Athens, Herodotos Press, 2018, 786 pages, ISBN 978-960-485-261-1
86. La Grèce et la Turquie au XXe siècle - Éditions universitaires européennes, 2019, 410 pages, ISBN 978-613-8-43036-0
87. Διεθνισμὸς καὶ Ἐθνικισμός. Μία εἰσαγωγή [Perry Anderson - Internationalism. Dimitri Kitsikis - Le nationalisme], Athens,Exodos,2019,135 pages,ISBN 978-618-84162-3-9
88. Ἄννεμ-Μάννα: Ἡ μάνα, συμπαντικὴ ἑλληνικὴ γλῶσσα [Annem-Manna: The Mother as Universal Greek Language] - Athens,Exodos,2020,179 pages, ISBN 978-618-84162-4-6

## 論文
- Le mouvement communiste en Grèce, Revue Études internationales, vol. 6, n°3, 1975. Read on Line
- Le nationalisme, Revue Études internationales, vol. 2 no 3, 1971. Read on Line
- L'attitude des États Unis à l'égard de la France, de 1958 à 1960, Revue française de science politique,  vol. 16 no 4, 1966. Read on Line
- Grèce. Le Synaspismos tiraillé entre social-démocratie et anarchisme, Grande Europe, no.16, janvier 2010, La Documentation Française. Read on Line